# Nowitzki. Der perfekte Wurf
Nowitzki. Der perfekte Wurf ist ein Kino-Dokumentarfilm des deutschen Regisseurs Sebastian Dehnhardt aus dem Jahr 2014 über den Basketball-Spieler Dirk Nowitzki. Seine Weltpremiere feierte der Film am 16. September 2014 im Cinedom Köln.

## Inhalt
Der Film erzählt den Weg Dirk Nowitzkis aus Würzburg von einer Schulturnhalle über den NBA-Draft bis an die Weltspitze des Basketballs in die NBA. Der Film zeigt das Sportlerleben Nowitzkis – von seiner Entdeckung bis zur NBA-Meisterschaft mit den Dallas Mavericks 2011. Dabei erhält der Zuschauer einen Einblick in die Welt des US-amerikanischen Profisports.
Es kommen dabei u. a. seine Eltern, seine Schwester, sein Mentor Holger Geschwindner, seine Trainer, insbesondere Don Nelson, der Teaminhaber Mark Cuban, seine Mitspieler und Gegner wie Kobe Bryant in ausführlichen Interviews zu Wort.

## Hintergrund
Der Film ist eine Produktion von Broadview TV, gefördert mit Mitteln der Film- und Medienstiftung NRW und des Deutschen Filmförderfonds. Für den internationalen Vertrieb des Filmes konnten im Sommer 2014 über den Online Kreditmarktplatz Zencap innerhalb von 24 Stunden 100.000 Euro finanziert werden.
Im Abspann wurde das Lied All Night von Parov Stelar verwendet.

## Kritik
Der film-dienst bezeichnete den Film als „routiniert erzählte Dokumentation“ auf Grundlage von „sorgfältig recherchiert[em] Archivmaterial“. Kritisiert wurde jedoch, dass die Sportart an sich eine „Randnotiz“ bleibe, ebenso wie „Rückschläge und fragwürdige Kapitel in Nowitzkis Karriere“.

## Auszeichnungen
Der Film erhielt eine Nominierung beim Deutschen Filmpreis 2015 in der Kategorie Bester programmfüllender Dokumentarfilm.